# Rio Botoşana (Suceava)
O Rio Botoşana é um rio da Romênia afluente do Rio Soloneţ, localizado no distrito de Suceava.